# BNP Paribas (Suisse)
Die BNP Paribas (Suisse) SA ist eine Schweizer Bank mit Sitz in Genf. Sie wurde 1872 gegründet und ist eine Tochtergesellschaft der französischen BNP Paribas. Kerngeschäft der Bank bildet die Vermögensverwaltung für Privatkunden sowie die Rohstofffinanzierung für Unternehmen.
Das Institut beschäftigt mehr als 1800 Mitarbeiter und wies per Ende 2011 eine Bilanzsumme von 33,8 Milliarden Schweizer Franken sowie Kundenvermögen von 37,4 Milliarden Franken aus. Die Bank verfügt neben ihrem Genfer Hauptsitz über Standorte in Basel, Lugano und Zürich. Sie ist an der Bilanzsumme gemessen die zweitgrösste ausländisch beherrschte Bank der Schweiz.